# Proterebia krymaea
Proterebia krymaea är en fjärilsart som beskrevs av Leo Andrejewitsch Sheljuzhko 1929. Proterebia krymaea ingår i släktet Proterebia och familjen praktfjärilar. Inga underarter finns listade i Catalogue of Life.